# Lipaphis fritzmuelleri
Lipaphis fritzmuelleri är en insektsart som beskrevs av Carl Julius Bernhard Börner 1950. Lipaphis fritzmuelleri ingår i släktet Lipaphis och familjen långrörsbladlöss. Arten är reproducerande i Sverige. Inga underarter finns listade i Catalogue of Life.